# Chitty Chitty Bang Bang (comédie musicale)
Pour les articles homonymes, voir Chitty Chitty Bang Bang (homonymie).
Ne doit pas être confondu avec Kiss Kiss Bang Bang.
Chitty Chitty Bang Bang est une comédie musicale britannique, livret de Jeremy Sams, paroles et musique de Richard M. et Robert B. Sherman, basée sur le film homonyme écrit par Roald Dahl, Ken Hughes et Richard Maibaum, lui-même inspiré du roman Chitty Chitty Bang Bang de Ian Fleming. 
Le spectacle a été créé au London Palladium le 16 avril 2002, dans une mise en scène par Adrian Noble avant d'être repris à Broadway en 2005.

## Fiche technique
- Titre original : Chitty Chitty Bang Bang
- Livret : Jeremy Sams d'après le scénario de Roald Dahl, Ken Hughes et Richard Maibaum adapté du roman homonyme de Ian Fleming
- Lyrics : Richard M. et Robert B. Sherman
- Musique : Richard M. et Robert B. Sherman
  - Direction musicale : Robert Scott
  - Orchestrations : Chris Walker
- Mise en scène : Adrian Noble
- Décors et costumes : Anthony Ward
- Lumières : Mark Henderson
- Son : Andrew Bruce
- Chorégraphie : Gillian Lynne
- Production : Barbara Broccoli, Michael G. Wilson, Frederick Zollo, Nicholas Paleologos, Jeff Sine, Michael Rose
- Sociétés de production : Eon Productions
- Pays d’origine :  Royaume-Uni
- Langue originale : anglais
- Date de première représentation : 16 avril 2002  au London Palladium (Londres)
- Date de dernière représentation : 4 septembre 2005

## Distribution de la création
- Michael Ball : Caractacus Potts
- Emma Williams : Truly Scrumptious
- Anton Rodgers : Grandpa Potts
- Luke Newberry, George Gillies, Harry Smith : Jeremy Potts (en alternance)
- Carrie Hope Fletcher, Lauren Morgan, Kimberley Fletcher : Jemima Potts (en alternance)
- Brian Blessed : Baron Bomburst
- Nichola McAuliffe : Baroness Bomburst
- Richard O'Brien : Childcatcher
- Edward Petherbridge : Toymaker
- David Ross : Boris
- Emil Wolk : Goran
- David Henry : Lord Scrumptious

## Numéros musicaux
| Acte 1 - Overture — Orchestre - Prologue — La troupe - You Two — Caractacus Potts, Jeremy et Jemima - Them Three — Grandpa Potts - Toot Sweets — Caractacus, Truly Scrumptious, Lord Scrumptious et Ensemble - Think Vulgar (2002–2005) puis Act English (depuis 2005) — Boris et Goran - Hushabye Mountain — Caractacus - Come to the Funfair — La troupe - Me Ol' Bamboo — Caractacus et l'Ensemble - Posh! — Grandpa Potts, Jeremy et Jemima - Chitty Chitty Bang Bang — Caractacus, Truly, Jeremy, Jemima et Grandpa Potts - Truly Scrumptious — Jeremy, Jemima et Truly - Chitty Chitty Bang Bang (Nautical Reprise) — Caractacus, Truly, Jeremy et Jemima - Chitty Takes Flight — La troupe | Acte 2 - Entr'acte — Orchestra - Vulgarian National Anthem — La troupe - The Roses of Success — Grandpa Potts et les inventeurs - Kiddy-Widdy-Winkies — Childcatcher - Teamwork — Caractacus, Toymaker, Truly et les enfants de l'ensemble - Chu-Chi Face — Baron et Baroness Bomburst - The Bombie Samba — Baroness, Baron et Ensemble - Doll On A Music Box/Truly Scrumptious (Reprise) — Truly et Caractacus - Us Two/Chitty Prayer — Jeremy et Jemima - Teamwork (Reprise) — Toymaker et la troupe - Chitty Flies Home (Finale) — La troupe |

## Distinctions

### Récompenses
- Whatsonstage.com Awards 2003 :  Meilleure scénographie pour Anthony Ward

### Nominations
- Whatsonstage.com Awards 2003 : 
  - Meilleure comédie musicale originale
  - Meilleur acteur dans une comédie musicale pour Michael Ball
  - Meilleur actrice dans une comédie musicale pour Emma Williams
  - Meilleur second rôle féminin dans une comédie musicale pour Nichola McAuliffe
- Laurence Olivier Awards 2003 : 
  - Meilleure comédie musicale originale
  - Meilleur second rôle féminin dans une comédie musicale pour Nichola McAuliffe
  - Meilleure scénographie pour Anthony Ward
- Tony Awards 2005 : 
  - Meilleure actrice dans une comédie musicale pour Erin Dilly
  - Meilleur second rôle masculin dans une comédie musicale pour Marc Kudisch
  - Meilleur second rôle féminin dans une comédie musicale pour Jan Maxwell
  - Meilleurs décors pour Anthony Ward
  - Meilleures lumières pour Mark Henderson
- Whatsonstage.com Awards 2017  :
  - Meilleure actrice dans une comédie musicale pour Carrie Hope Fletcher
  - Meilleure production régionale pour le New Wimbledon Theatre